# Āq Ţavaraq
Āq Ţavaraq (persiska: آق طورق, Āgh Ţavaraq) är en ort i Iran.   Den ligger i provinsen Östazarbaijan, i den nordvästra delen av landet, 400 km väster om huvudstaden Teheran. Āq Ţavaraq ligger 1 695 meter över havet och antalet invånare är 147.
Terrängen runt Āq Ţavaraq är huvudsakligen kuperad, men söderut är den platt. Runt Āq Ţavaraq är det ganska glesbefolkat, med 39 invånare per kvadratkilometer. Närmaste större samhälle är Naşīrābād-e Soflá, 13,2 km väster om Āq Ţavaraq. Trakten runt Āq Ţavaraq består i huvudsak av gräsmarker.